# Carex cephalotes
Carex cephalotes är en halvgräsart som beskrevs av Ferdinand von Mueller. Carex cephalotes ingår i släktet starrar, och familjen halvgräs. Inga underarter finns listade i Catalogue of Life.